# Múscul quadrat femoral
El múscul quadrat femoral o quadrat crural (musculus quadratus femoris) és un múscul de la cama situat en la part posterior de l'articulació del maluc. És aplanat i té forma de quadrilàter.
S'origina en la vora externa de la tuberositat isquiàtica (isqui) i descendeix fins a inserir-se en una línia de la vora posterior del trocànter major. És innervat pel plexe sacre, a través del nervi quadrat femoral. La seva acció és la rotació lateral del fèmur, és a dir, rotar la cama cap a fora.

## Galeria d'imatges

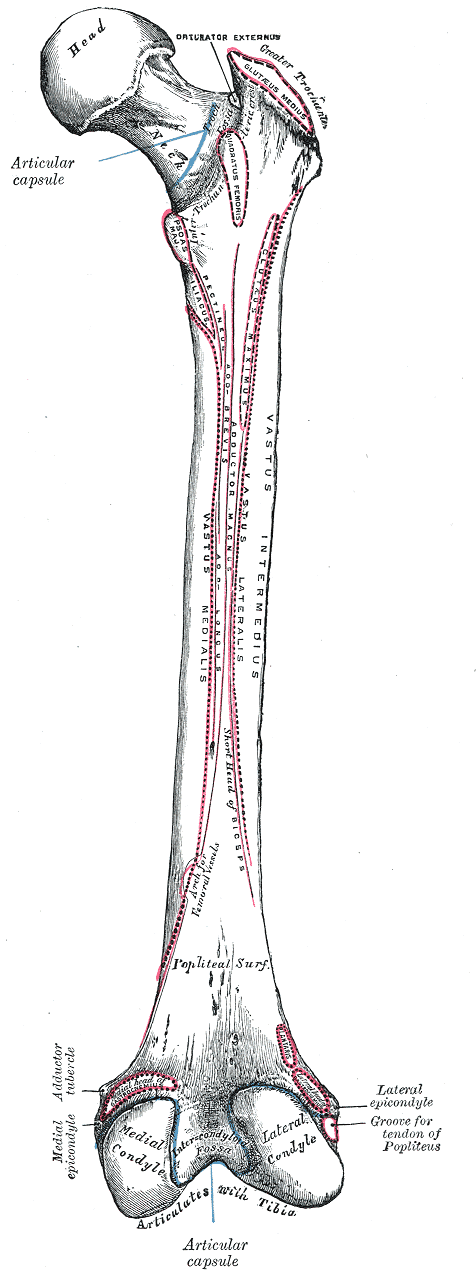
Fèmur dret. Superfície posterior.
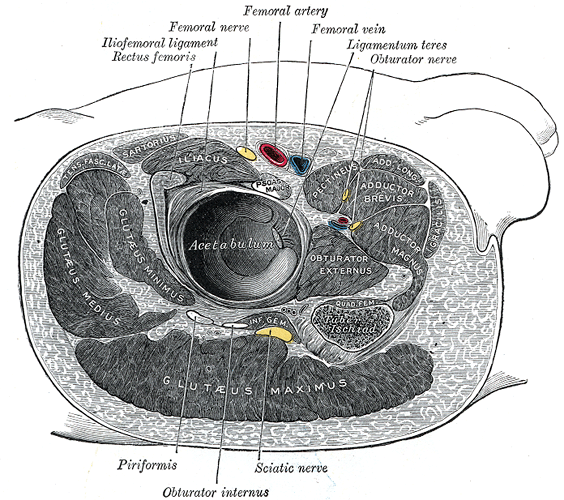
Estructures circumdants l'articulació del maluc dret.
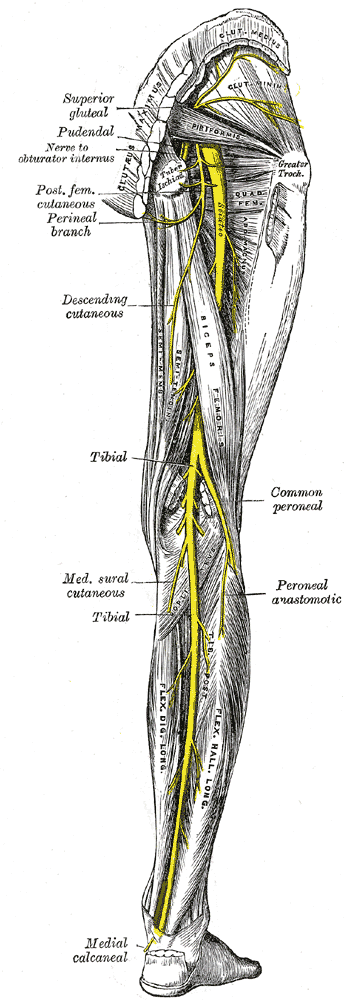
Nervis de l'extremitat inferior dreta. Vista posterior.
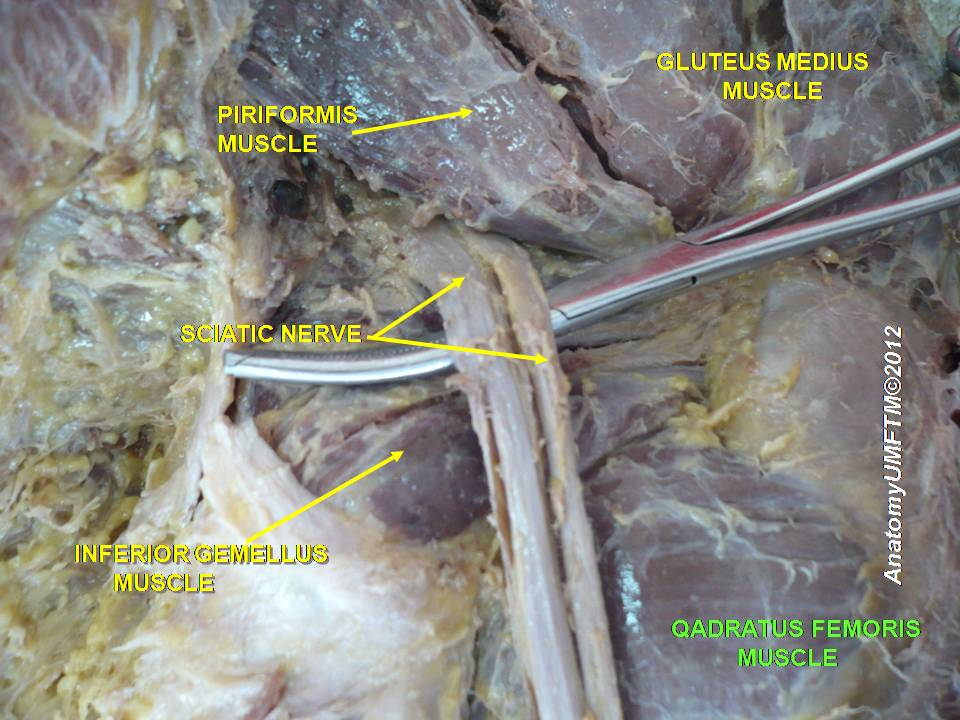
Múscul quadrat femoral
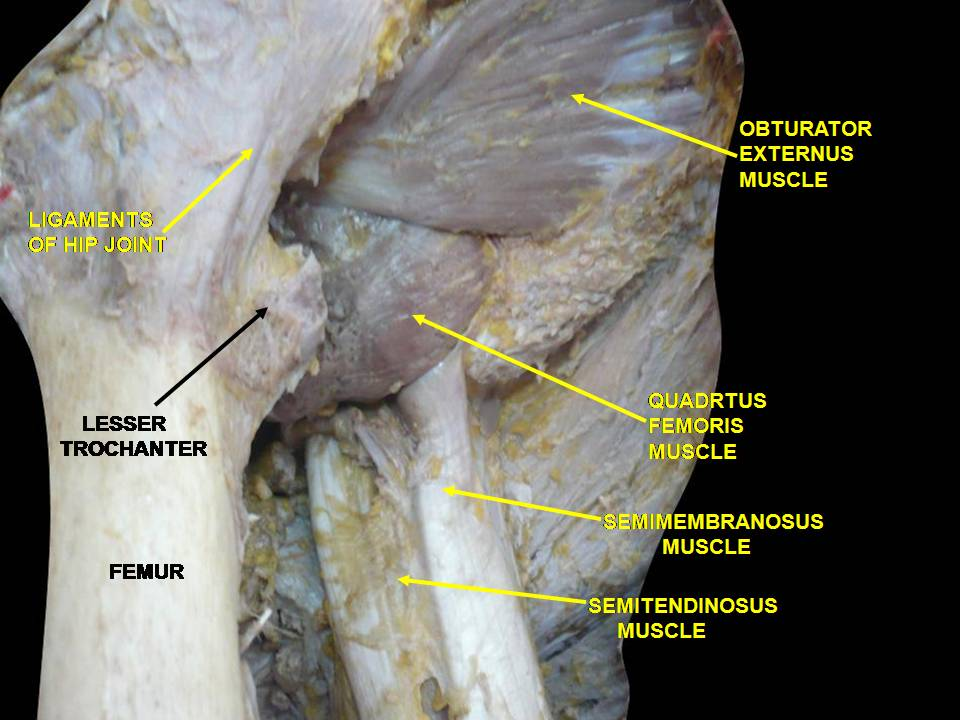
Músculs de la cuixa. Vista anterior.